# Ally Carter
Ally Carter, nacida Sarah Leigh Fogleman (Oklahoma, Estados Unidos, 1 de enero de 1974) es una escritora de novelas  para adultos jóvenes y adultos estadounidense.
Su primer libro, Trampa en solitario fue publicado en 2005. Posteriormente se dio a conocer fundamentalmente por sus series de literatura juvenil Chicas Gallagher y Sociedad de ladrones.

## Biografía
Ally Carter (su nombre de nacimiento es Sarah Leigh Fogleman) nació en Oklahoma el 1 de enero de 1974. Hija de una profesora y de un agricultor. Tiene una hermana mayor.
Asistió a Oklahoma State University y a Cornell University, trabajo por varios años en el sector de la agricultura antes de convertirse en escritora.
Su primera novela, Trampa en Solitario (Berkley) fue publicada en 2005. Al año siguiente publicó la secuela de Solitario, Aprender a jugar Gin.
Su primera novela de ficción para adultos jóvenes, I’d Tell You I Love You but Then I’d Have to Kill You fue publicada por Disney-Hyperion en abril de 2006. Este libro fue seguido por Cross My Heart and Hope to Spy en octubre de 2007, que estuvo en la lista de Best Seller del New York Times por 10 semanas consecutivas. Los dos primero libros fueron publicados en el Reino Unido con diferente portada y sitio web.
El tercer libro de las chicas Gallagher, Don’t Judge a Girl By Her Cover fue publicado en junio del 2009. El primer libro de Ally separado de las chicas Gallagher es el comienzo de una nueva serie acerca de una chica llamada Kat, con el título de Ladrones con clase, el cual fue publicado el 9 de febrero de 2010
El cuarto libro de la Saga chicas Gallagher, Only the Good Spy Young, fue publicado en junio del 2010. En junio del 2011 publicó el segundo libro de la Saga Sociedad de ladrones, bajo el título de Criminales con clase. A este libro le siguió el quinto libro de la Saga chicas Gallagher, Out of Sight, Out of Time, el cual fue publicado en marzo del 2012.
En enero del 2013 publicó un Crossover, llamado Double Crossed, el cual cuenta con personajes tanto de las chicas Gallagher como de Sociedad de ladrones, en febrero del mismo año publicó el tercer libro de la Serie Sociedad de Ladrones, Perfect Scoundrels y en septiembre publicó lo que sería el sexto y último libro de la Saga chicas Gallagher, United We Spy.
Todo cae es el primer libro de la serie Embassy row. Fue publicado el 20 de enero del 2015. El 22 de diciembre fue lanzado el segundo libro de la serie, Mira como caen. La serie terminara a principios del 2017 con el tercer y último libro Take the Key and Lock Her Up.
Sus libros han sido publicados en más de 20 países y aparecen en las listas de Best seller del New York Times, USA Today, the Wall Street Journal, Barnes and Noble, IndieBound, y Bookscan. En Estados Unidos se han vendido más de dos millones de copias.

## Seudónimo
Fogleman escogió el seudónimo "Ally Carter" para distinguir los libros que escribiría bajo es nombre de sus otras obras literarias. El apellido "Carter" fue seleccionado específicamente para que sus novelas quedaran cerca de las de su compañero escritor de ficción para adultos Jenny Crusie en estantes de librerías y bibliotecas.

## Obras
La fecha de publicación que figura es la de Estados Unidos.

### SerieSolitario
1. Trampa en Solitario (Cheating At Solitaire, 2005)
2. Learning to Play Gin (2006)

### SerieChicas Gallagher
1. I’d Tell You I Love You but Then I’d Have to Kill You (1 de abril de 2006)
2. Cross My Heart and Hope to Spy(octubre de 2007)
3. Don't Judge a Girl by Her Cover(9 de junio de 2009)
4. Only the Good Spy Young (junio de 2010)
5. Out of Sight, Out of Time (marzo de 2012)
6. United We Spy (septiembre de 2013)

### SerieSociedad de Ladrones
1. Ladrona con clase (Heist Society, 9 de febrero de 2010)
2. Criminales con clase( Uncommon Criminals, 21 de junio de 2011)
3. Perfect Scoundrels(5 de febrero de 2013)

### SerieEmbassy Row
1. Todo cae (All fall down, 20 de enero de 2015)
2. Mira como ellos corren (See How They Run, 22 de diciembre de 2016)
3. Take The Key And Lock Her Up (2017)

### Otras obras
1. Una Boda Gallaguer (A Gallagher Wedding, 2013)
2. Double Crossed (2013)
3. My True Love Gave to Me (2014)